# ビル・ウォーカー (政治家)
ウィリアム・マーティン・"ビル"・ウォーカー（英: William Martin "Bill" Walker、1951年4月16日 - ）は、アメリカ合衆国の政治家、弁護士。第13代アラスカ州知事を務めた（2014年 - 2018年）。ウィリアム・A・イーガン知事（1959年 - 1966年、1970年 - 1974年）に次いで2人目のアラスカ州出身の同州知事である。

## 経歴
アラスカ準州フェアバンクスに生まれ、内陸部のデルタ・ジャンクションという小さな田舎町や、プリンス・ウィリアム湾沿いのバルディーズで育った。アラスカに開拓者として移り住んだ、エドとフランシスのウォーカー夫妻の第四子である。第二次世界大戦中、エドは第1アラスカ戦闘情報小隊の一員としてアリューシャン列島で偵察活動に従事し、フランシスはアラスカとカナダを結ぶ高速道路で働いた。バルディーズに甚大な被害を与えた1964年のアラスカ地震で、ウォーカー家は財産の大部分を失った。家計を助けるため、ビルは12歳で用務員になった。その後も大工や肉体労働者、トラック運転手などとして家業の建設業を支えるとともに、自らの学費をねん出した。
1969年にバルディーズ高校を卒業後、1973年にルイス・アンド・クラーク・カレッジから経営管理論の学士号を、1983年にピュージェット・サウンド大学法科大学院（現在のシアトル大学法科大学院）から法学博士号を取得した。ウォーカーは妻とともに法律事務所を所有している。この法律事務所は主に地方自治体や石油、ガス関連の法律を専門にしている。1977年から1979年には、バルディーズ市の法定代理人 やアラスカ・ガソリン港湾公社の法律顧問 などとしてバルディーズ市議会で勤務した。1979年には史上最年少の27歳でバルディーズ市長に当選し、翌年まで務めた。

## アラスカ州知事

### 2010年の選挙
2010年8月24日に行われたアラスカ州知事選挙の共和党予備選挙において、ウォーカーは他の4名の新人候補とともに現職のショーン・パーネルに挑んだ。結果はパーネルが49.49%の得票率で指名を獲得したが、ウォーカーは33.95%で2位につけた。本選挙は11月2日に行われ、そこではパーネルが民主党候補のイーサン・バーコウィッツを下した。

### 2014年の選挙
ウォーカーは2013年に、翌年のアラスカ州知事選挙に共和党から立候補する意向を表明した。しかし同年、彼は無所属での出馬を決断した。これは2010年の知事選に先立って、元アラスカ州知事のウォーリー・ヒッケルから受けていた助言と勧めを受け入れたものであった。
ウォーカーは副知事候補にアラスカ漁業狩猟局副局長のクレッグ・フリーナーを選び、伝統的な保守とリベラルを織り交ぜた中道的な綱領を掲げた。例えば、ペブル鉱山の開発に反対し、気候変動とその悪影響を抑制するためにエネルギー政策を調整する必要性を認めた。その一方で、石油と天然ガスのパイプラインの輸送能力向上や、北極野生生物国家保護区における新たな原油の掘削には賛成していた。銃に関する権利や、アラスカ州がある程度の主権を有することにも賛意を表明した。バラク・オバマ政権の医療費負担適正化法 (ACA) によって実現した、メディケイドの対象者の拡大も支持した。
2014年9月2日には民主党候補のバイロン・マロットと記者会見を開き、フリーナーに代わってマロットが副知事候補になる形で、両陣営の一本化を発表した。マロットの副知事候補であったホリス・フレンチ（弁護士、州上院議員）も身を引いたので、民主党の公認候補は本選から姿を消すこととなった。この戦略は、公表前にアラスカ共和党からの抵抗に遭ったが、アラスカ州最高裁判所は有効の判決を下した。
2014年11月4日の本選挙前の世論調査で、ウォーカーは他候補をリードしていた。パーネルは石油化学産業に対する何十億ドルもの減税措置を支持したことで、広範な批判にさらされていた。また、パーネルが最高司令官を務めるアラスカ州兵では性的虐待や縁故登用、汚職、内部告発者に対する抑圧などが蔓延していたが、これを5年間にわたって隠ぺいしていたことも批判に拍車をかけた。選挙は大接戦となった。11月7日の時点ではウォーカー/マロット陣営が3165票差でリードしていたが、11月14日になってその差は4634票に広がった。この2日後、パーネルは敗北を認めた。

### 政策
ウォーカーは2014年12月1日に就任の宣誓を行った。アラスカ州議会は共和党が支配していたが、知事の拒否権を覆せるほどの議席は有していなかった。メディケイド拡大の試みを州議会共和党が妨害すると、ウォーカーは行政権を行使した。
アラスカ州知事としてウォーカーは、フェアバンクスやアンカレジ、ジュノーでピクニックを開催するなど、州内各地で多くのイベントに参加した。
2015年、アラスカ州の財政は原油安のため40億ドルの赤字に陥ることが予想された。この赤字を補てんする一助として、予算の削減や増税が提起された。2015年12月、ウォーカーは州の所得税の復活や、アラスカ永久基金から受給資格のある州民に支給される年次配当の削減を提案した。

### 2018年の選挙
任期満了にともなう2018年の知事選にも、ウォーカーは立候補を表明していた。しかし、2018年10月16日、副知事のマロットが「不適切な発言」を理由に辞任を表明した。マロットとウォーカーはその詳細について明らかにしなかったが、3日後にはウォーカーも選挙活動の中止を発表し、民主党候補のマーク・ベギックを後任に推薦した。

### 2022年の選挙
2022年11月8日の州知事選挙には無所属で立候補したが、現職のマイク・ダンリービー、民主党のレス・ガラ州下院議員に及ばず落選した。

## 人物
知事就任にともないジュノーに転居するまで、ウォーカーはアンカレジで妻のドナと居住していた。夫妻には4人の子と4人の孫がいる。趣味は釣り、スキーのダウンヒル、スノーモービル、ボート、キャンプ、孫をスケートに連れていくこと 。
2016年11月に前立腺がんであることを告白し、その翌月に手術を受けた。

## 選挙結果
| 候補者名             | 得票数 | 得票率 (%) |
| ショーン・パーネル   | 54,125 | 50.12      |
| ビル・ウォーカー     | 35,734 | 33.09      |
| ラルフ・サミュエルズ | 15,376 | 14.24      |
| サム・リトル         | 1,661  | 1.54       |
| メリカ・フラトク     | 626    | 0.58       |
| ジェラルド・ハイクス | 460    | 0.43       |

| 2014年アラスカ州知事選挙 | 2014年アラスカ州知事選挙       | 2014年アラスカ州知事選挙 | 2014年アラスカ州知事選挙 | 2014年アラスカ州知事選挙 |
| ------------------------ | ------------------------------ | ------------------------ | ------------------------ | ------------------------ |
| 政党                     | 候補者名                       | 得票数                   | 得票率 (%)               |                          |
| 無所属                   | ビル・ウォーカー               | 134,658                  | 48.10                    |                          |
| 共和党                   | ショーン・パーネル（現職）     | 128,435                  | 45.88                    |                          |
| リバタリアン党           | キャロライン（ケア）・クリフト | 8,985                    | 3.21                     |                          |
| 立憲党                   | J・R・マイアーズ               | 6,987                    | 2.50                     |                          |
|                          | 無効票                         | 893                      | 0.32                     |                          |